# Museo della civiltà contadina e dell'ulivo di Pastena
Il Museo della Civiltà Contadina e dell'Ulivo raccoglie le testimonianze materiali della vita contadina di Pastena. Tutto ruota attorno all'ulivo: il museo ha sede in un vecchio frantoio, particolare che evidenzia come la lavorazione e la produzione dell'olio avesse un'importanza economica notevole, oltre che a essere portatore di valori sociali e simbolico-lavorativi peculiari.

## Storia
Il nucleo originario delle collezioni nasce per iniziativa di un gruppo di abitanti della cittadina, che hanno voluto creare una piccola memoria di oggetti relativi alla tradizione agropastorale pastenese nel 1983. Originariamente la collezione era ospitata in quella che ora è la sala consigliare del municipio di Pastena, all'epoca ancora sede di un asilo. Nel 1993, quando il palazzo era già diventato di proprietà del comune, la giunta comunale decise di istituire un vero e proprio ente museale, ristrutturando le sale che poi sono diventate parte integrante dell'esposizione.
Durante il corso degli anni la collezione si è estesa grazie alla donazione, da parte dei cittadini, di oggetti appartenenti alla loro storia familiare. Attualmente il museo è costituito da tredici sale, organizzate su due piani, che ospitano più di 800 oggetti tra utensili, fotografie e macchinari d'epoca.

## Descrizione
L'allestimento museale si snoda in 13 sale che raccolgono oggetti tipici del lavoro e della tradizione contadina, ma anche ambienti tipici delle case del luogo, come la cucina e la stanza da letto. La tradizione illustrata nel percorso espositivo fa eco alle numerose feste che si tengono ogni anno a Pastena, ognuna delle quali carica di simbologia religiosa e sociale. Famoso è il "Maggio", in cui tradizioni pagane si fondono con elementi della religiosità cristiana.
Il museo della Civiltà Contadina e dell'Ulivo di Pastena è ospitato presso l'edificio che è sede del comune di Pastena, già di proprietà della famiglia Trani, notabili del paese, che lo fecero costruire nel 1879.